# Kolesin
Kolesin (niem. Goltzen) – wieś w Polsce położona w województwie lubuskim, w powiecie zielonogórskim, w gminie Babimost.
W latach 1975–1998 miejscowość administracyjnie należała do województwa zielonogórskiego.
Według danych urzędu gminy Babimost sołectwo posiada powierzchnię 584,89 ha i 235 mieszkańców.

## Historia

### Późny paleolit i czasy plemion
Okolice Jeziora Wojnowskiego, to ważny punkt na mapie archeologów z największych polskich i wielu zagranicznych ośrodków badawczych. Tutaj bowiem odkryto ślady działalności człowieka szacowane na 12-8tys. lat p.n.e. Setki grotów, narzędzi i innych przedmiotów wykonanych z krzemienia są świadectwem zamieszkiwania tych terenów przez plemiona, które trudniły się głównie polowaniem i rybołówstwem. Późniejsze tysiąclecia to już zamieszkiwanie tutejszych regionów przez szczepy Polan, jednak ze względu na inne, większe ośrodki zamieszkałe przez to plemię, nie ma zbyt wielu źródeł traktujących o społeczności okolic Jeziora Wojnowskiego zamieszkujących w tamtych czasach.

### Potop Szwedzki
Istnieje przypuszczenie obecności wojsk szwedzkich na terenie Kolesina podczas Potopu w XVII w. Szwedzi mieli rozbić obóz na polanie w pobliżu strumienia, gdzie do niedawna znajdowała się stacja kolejowa w Kolesinie. Niestety mało źródeł opisuje to zdarzenie, ale szacuje się, że liczebność wojsk wynosiła kilka tysięcy. Znaleziono także artefakty mogące potwierdzać hipotezę o obecności najeźdźców w Kolesinie.

### Bitwa pod Kijami
Sto lat później – 23.07.1759 r. pod Kijami, oddalonymi od Kolesina o kilkanaście kilometrów, rozegrała się największa na świecie bitwa tamtego okresu między Prusami a Rosją. Wojska Prus przybyły siłą 28 000 ludzi, natomiast Rosję reprezentowało 47 000 żołnierzy. W Kolesinie wojska rosyjskie stacjonowały przed walkami, a w czasie bitwy pozostała tutaj awangarda rosyjska nie biorąca udziału w starciach.

### Czasy przed II wojną światową

#### Właściciele
Pierwsze zapiski o Kolesinie wiążą się z rodziną von Kalckreuth którzy w 1582 roku posiadali tutaj swe dobra. Kolejnym właścicielem majątku (o nim więcej w dalszej części artykułu) był od 1725 roku ród von Stosch który posiadał swój majątek również w Starym Kisielinie. W 1870 roku Kolesin trafił pod rządy rodziny von Fuchsów a następnie trafił w ręce Ignatzego Savrazina z Berlina. W roku 1926 wnuczka Ignatza Sarazina, Maria Bitter wyszła za mąż za Otto Reygersa z Bork w Westfalii. Para osiadła w Goltzen, a dziesięć lat później odziedziczyła majątek. Małżeństwo to miało pięcioro dzieci – wspomnianych już synów - Ernsta Hermana (ur. 1927 r.) i Alexandra (ur. 1928 r.) oraz trzy córki – Elizabeth (ur. 1930 r.), Brigitte (ur. 1940 r.) i Hannelore (ur. 1943 r.). Wszystkie dzieci urodziły się w sulechowskim szpitalu. Ostatnimi właścicielami przed wojną była rodzina Reygers.
Czasem, w którym wieś przeżywała okres świetności, był początek XX w. Co prawda znajdowała się wówczas pod zaborami pruskimi, jednak była na tyle rozwinięta, że mogły jej pozazdrościć niektóre miasteczka. Goltzen składał się z 2 głównych części, pierwsza to teren obecnej miejscowości, druga (Quelle), to ziemie oddalone od niej o około kilometr na północ – droga w kierunku dawnej stacji kolejowej, która do dziś pokryta jest brukiem liczącym ponad 100 lat podobnie jak murowane kanały i wiadukt. Dziś niestety po dawnych zabudowaniach zostały jedynie fundamenty. Być może przeważyła tu odległość od głównych węzłów komunikacyjnych. W 1933 r. mieszkało tam 127 z 289 wszystkich mieszkańców wsi. Jak widać była ona bardziej ludna niż obecnie.

#### Obiekty
Nie jest to jednak jedyna różnica na niekorzyść nowoczesności. Niegdyś w Kolesinie funkcjonowała restauracja z motelem, gorzelnia o rocznej produkcji 83 000 l (w 1943 roku piorun uderzył w kotły, więc nowy kocioł o pojemności 14 000 l umieszczono w piwnicy. Zainstalowano także elektryczną pompę, która zastąpiła ręczną. Spirytus produkowano z odmiany ziemniaków o nazwie „Ostbote” - tłm. „wschodni posłaniec” o zawartości 20-21% skrobi. Z 50 kilogramów ziemniaków tej odmiany otrzymywano 6,1 l spirytusu. Produktem ubocznym był wywar gorzelniczy który stanowił paszę dla trzody chlewnej), winnice, winiarnie oraz dwie stacje benzynowe. Była to miejscowość niemal samowystarczalna. W gospodarstwie stosowano nowoczesne jak na owe czasy maszyny i urządzenia. Na polach pracowały dwa traktory – jeden na stalowych kołach, a drugi na kołach z gumowymi oponami. Do orki stosowano pług parowy. W produkcji rolnej wykorzystywano również młockarnię z prasą do słomy, sieczkarnię, snopowiązałkę, siewnik, kultywator, kopaczkę do ziemniaków, parnik do gotowania ziemniaków na kiszonkę, sortownik do ziemniaków, urządzenie do czyszczenia zboża w spichrzu. Wymieniona już gorzelnia była w pełni wyposażona i zelektryfikowana. Przy majątku dział też warsztat kołodziejski i kuźnia.
W 1935 roku od uderzenia pioruna spalił się stary spichlerz, w którym przechowywano ziarno siewne. Firma „Dolling” z Brudzewka wybudowała nowy, dwupiętrowy budynek z piwnicą. Na dwóch kondygnacjach wydzielone były boksy, w których wysypywano zboże. Piwnica była przeznaczona do przechowywania buraków i ziemniaków. Stodoły niejednokrotnie padały ofiarą pożarów. Wznoszono je z własnego drewna. Klepisko w nich zbudowane było z mieszanki gliny i krwi wołów. Taka posadzka po kilku dniach wałowania twardniała, a jednocześnie pochłaniała wilgoć, więc znacznie lepiej nadawała się do przechowywania zbóż niż posadzka betonowa. Krew wołów kupowano od rzeźnika Piweckiego z Nowego Kramska.

#### Hodowla
Budynek świniarni został zbudowany z drewna pochodzącego z własnego lasu. Ściany były skonstruowane z dwóch warstw desek oddzielonych dwudziestocentymetrową przerwą. Pomiędzy deski wsypywano igliwie sosnowe, w którym nie gnieżdżą się robaki ani szczury, gdyż ma ono gorzki smak. Trzoda była karmiona odpadami z gorzelni, co dawało duże oszczędności. Oprócz tego świnie otrzymywały ziemniaki i paszę treściwą. Właściciele gospodarstwa z Goltzen szczycili się, że na spędzie ich zwierzęta zawsze sprzedawały się jako pierwsze, gdyż były czyste i zadbane. Kiedy hodowla tuczników przestała być opłacalna, zmieniono profil hodowli na bydło mięsne. W Prusach Wschodnich zakupiono wysokocielne krowy. Pogłowie bydła wynosiło nawet 140 sztuk bydła mięsnego i 4–5 sztuk krów mlecznych hodowanych na własne potrzeby. Na Śląsku zakupiono knura i cztery maciory rasy „niemiecka świnia szlachetna”, co zapoczątkowało opłacalną hodowlę zarodową i sprzedaż prosiąt. Od 1939 roku rozpoczęto hodowlę owiec rasy merynos. Strzyżenie owcy dawało około 4,5 kg wełny, a barana 7 kilogramów. W gospodarstwie hodowano także drób. Ciekawym pomysłem była instalacja wentylatora, który podczas czyszczenia zboża wdmuchiwał zanieczyszczenia, będące przysmakiem dla kur, bezpośrednio na ich wybieg.

#### Uprawy
Duże pogłowie trzody i bydła powodowało rozwój plantacji ziemniaków. Dzięki właściwej uprawie wydajność wzrosła o 40%. Pracownicy zbierający ziemniaki za każdy zebrany kosz otrzymywali od brygadzisty specjalny żeton i na podstawie ich liczby wypłacano wynagrodzenie. Przyczepę z zebranymi ziemniakami ciągnął traktor na stalowych kołach. Piaszczyste grunty sprzyjały kopcowaniu ziemniaków, które przykrywano najpierw słomą, potem ziemią, a następnie łętami ziemniaczanymi, aby ziemia nie zamarzła. Każdej zimy na polach zbierano kamienie, które były wykorzystywane do utwardzania dróg polnych. Dochodowa była uprawa wysokiej klasy materiału siewnego zbóż i czerwonej koniczyny. Łąki należące do majątku były bagniste i przez długi czas nie wykorzystywano ich. Po uzyskaniu dofinansowania przeprowadzono drenaż terenów podmokłych, dzięki czemu zbierano dobrej jakości siano.

#### Jezioro
Jezioro Wojnowskie (zwane wówczas także Jeziorem Kolesińskim) liczy prawie 230 hektarów. Akwen ten był bardzo bogaty w ryby. Największa część - 150 ha jeziora należała do księżnej zur Lippe z Wojnowa, babci byłej królowej Holandii a obecnie księżniczki Niderlandów – Beatrycze. Około 50 ha było własnością rodziny von Philipsborn z Klępska. Do majątku w Goltzen należało 30 hektarów jeziora i część ta została wydzierżawiona. Dzierżawcy prowadzili tam gospodarkę rybną, która była prawdopodobnie dość opłacalna, gdyż jak wspominają świadkowie zdarzały się tak pełne sieci, że ryby ładowano do skrzynek widłami do ziemniaków. Zimą wyrąbywano bloki lodu, które przenoszono do piwnicy. Zasypane metrową warstwą trocin wystarczały na cały rok do chłodzenia ryb i mięsa oraz do przygotowywania lodów. Zimą koszono też trzciny. Powiązane w snopki jak słoma były wykorzystywane do krycia dachów na zabudowaniach folwarcznych. Takie pokrycia miały tę zaletę, ze przepuszczały powietrze, a chroniły przed opadami atmosferycznymi.

#### Gospodarka leśna
Uprawa ponad 300 hektarów lasów wymagała właściwej pielęgnacji, ale przynosiła duże dochody. Wszelkie działania były nadzorowane przez izbę leśną z Berlina oraz nadleśniczego. Uprawiana była sosna, daglezja i buk. We własnej szkółce przygotowywano sadzonki do nasadzeń. Ważnym zabiegiem było przerzedzanie lasu. Sadzonki drzew liściastych sadzono między pięćdziesięcioletnie sosny, dzięki czemu po ścięciu sosen młode drzewa były już podrośnięte. W lasach należących do majątku Goltzen rosło około 50 tysięcy daglezji. W skali rocznej sprzedawano około 800 sztuk dłużycy sosnowej, która osiągała I klasę jakości, gdyż na długości 6 metrów nie było sęków. Bardzo ważna była bliskość stacji kolejowej (dziś już nieistniejącej) z której wysyłano zarówno drewno, jak i zwierzęta rzeźne oraz płody rolne. W roku 1944-45 planowany był zrąb 1000 m³ daglezji na sprzedaż, jednak drewno zostało skonfiskowane na umocnienia frontowe. Obszar myśliwski wynosił 1500 ha. Roczny odstrzał planowano na 37 saren, w tym 22 kozły i 15 kóz. Pracownicy leśni dbali o zwierzęta - rozwieszano w lesie sól oraz walczono z drapieżnikami. Poroża odstrzelonych zwierząt przeznaczane były na sprzedaż.

#### Stosunki międzyludzkie
W majątku byli zatrudniani zarówno Niemcy, jak i osoby o polskim pochodzeniu. Robotnicy dojeżdżali z Babimostu, Nowego i Starego Kramska oraz Janowca. Wielu pracowników mieszkało w mieszkaniach służbowych. Brygadzistami polowymi i kołodziejami byli zwykle Polacy, znający się dobrze na swoim fachu. Członkowie rodziny Reygers do czasów obecnych utrzymywali kontakt z byłymi pracownikami swojego gospodarstwa i odwiedzali ich podczas swoich pobytów w Polsce.

### Po II wojnie światowej
Po zakończeniu II wojny światowej całość majątku przejął Skarb Państwa który w latach 50. XX wieku utworzył na terenie Kolesina PGR. W 1995 roku najcenniejsze dobro miejscowości – dwór stał się własnością Agencji Własności Skarbu Państwa po czym 1998 roku został on sprzedany w prywatne ręce.

## Zabytki
Do wojewódzkiego rejestru zabytków wpisany jest:
- dwór, z połowy XVIII wieku; nie ma konkretnych danych dotyczących daty powstania tego dworu jednak szacuje się, że powstał on na początku XIX wieku choć układ kompozycyjny wraz z pozostałym folwarkiem sugeruje, że mógł on powstać wcześniej – około XVI – XVII wieku. Biorąc pod uwagę wiek drzew w parku które posiadają ok. 250 lat prawdopodobne wydaje się wybudowanie dworu na zlecenie rodziny von Stosch w pierwszej połowie XVIII wieku a w XIX wieku dwór został odremontowany na styl klasycystyczny. Dobudowano kominek i przebudowano schody, przypuszcza się także istnienie charakterystycznego w tym czasie kolumnowego ganku który jednak nie zachował się do dziś. Dwór został wzniesiony na planie prostokąta. Jednokondygnacyjny budynek z użytkowym poddaszem, częściowo podpiwniczony, przykryty mansardowym dachem z oknami w kształcie wolego oka. Elewacja frontowa podkreślona centralnie umieszczonym pseudoryzalitem zakończonym facjatką. Facjatka została zwieńczona trójkątnym szczytem, udekorowanym profilowanym gzymsem, a z obu jej stron w połaci dachu wystawki okienne. Narożniki pseudoryzalitu i facjatki podkreślone lizenami. Podział horyzontalny elewacji tworzy cokół i profilowany gzyms. W piwnicach zachowała się posadzka z cegły i polnych kamieni oraz fragmenty dekoracji sztukatorskiej.

inne obiekty:
- park
- stodoła i obora na 90 krów, znajduje się w bezpośrednim sąsiedztwie pałacu, obie mające około 50m długości, których wiek szacowany jest także na około 150-200 lat
- budynek gorzelni był niegdyś najnowocześniejszy w całym powiecie, jednak dziś mieści się tam lokal mieszkalny, a komin rozebrano w latach 70. ubiegłego wieku
- murowana brama; główny wjazd do majątku prezentował się niegdyś bardzo okazale za jej sprawą. Niestety tuż po wojnie rozmiary bramy przystosowane do pojazdów konnych przegrały z mechanizacją rolnictwa i została rozebrana[9]
- kaplica świętego Antoniego; historia kaplicy sięga lat powojennych, kiedy w latach pięćdziesiątych repatrianci osiedlając się w miejscowości zapragnęli, by jakiś patron nad nimi czuwał. Spośród wielu wybrano Świętego Antoniego, który sprawował nad nimi opiekę na kresach. W ramach podziękowań za cudowne ocalenie i szczęśliwe dotarcie na ziemie polskie, repatrianci z własnych środków sfinansowali i wybudowali kapliczkę dla swojego patrona. Świętego Antoniego jako swojego patrona uznają franciszkanie, górnicy, małżonkowie, mieszkańcy Lizbony, narzeczeni, położnice, siostry antoninki oraz ubodzy. Dla wszystkich jest znany jako patron ludzi i rzeczy zagubionych. Kolesińska figura przedstawia Świętego Antoniego w habicie franciszkańskim z Dzieciątkiem Jezus jako Zbawicielem Świata. Jezus trzyma prawą rączkę w geście błogosławieństwa. Atrybutami Świętego jest lilia – symbol niewinności oraz chleb – symbol dostatku. Wiosną 2010r. kaplica została gruntownie odnowiona[10].

## Demografia
Struktura demograficzna wsi na koniec 2011r. przedstawiała się następująco:
| Cecha       | ogółem | kobiety | mężczyźni | wiek przedprodukcyjny | wiek produkcyjny | wiek poprodukcyjny | pobyt stały | pobyt czasowy |
| ----------- | ------ | ------- | --------- | --------------------- | ---------------- | ------------------ | ----------- | ------------- |
| Liczba osób | 235    | 128     | 107       | 43                    | 162              | 30                 | 234         | 1             |

## Środowisko przyrodnicze

### Krajobraz
Krajobraz sołectwa, to odbicie działalności lodowca w epoce glacjalnej. Nie tylko jezioro jest widoczną pamiątką po tym okresie, lecz także liczne pagórki, żleby, drumliny. Wszystko to zostało porośnięte roślinnością typową dla naszej strefy klimatycznej oraz w małej części zagospodarowane przez człowieka. Na krajobraz Kolesina i Janowca składają się także liczne pola uprawne, drogi polne, łąki, a także lasy oraz park rozciągający się wzdłuż jeziora Wojnowskiego. Jezioro wraz z trzcinowiskiem wpływa na bogactwo świata roślinnego i zwierzęcego tego obszaru. Ponadto o walorach widokowych sołectwa decydują takie elementy jak zabudowania, przydrożne kapliczki, zabytkowy pałac, stadion sportowy, czy np. plac zabaw.
Zwłaszcza naturalne elementy krajobrazu Kolesina i okolic zasługują na uwagę. Coraz więcej osób odwiedza te strony z aparatem fotograficznym zarówno w czasie bujnej roślinności i kwiatów, jak również wtedy, gdy zamiast liści na drzewach obserwujemy szadź. Wiosną zapachem i kolorem czarują nas bzy, akacje, kasztany, a hektary rzepaku zamieniają pola uprawne w morza żółtych kwiatów.

### Klimat
Kolesin oraz sąsiednie miejscowości charakteryzuje łagodny klimat o dużym nasłonecznieniu, z przelotnymi opadami deszczu i zachodnimi, umiarkowanymi wiatrami, charakterystycznymi dla większości obszaru Polski. Całość stwarza korzystne warunki zarówno dla rolnictwa (zwłaszcza biorąc pod uwagę długi okres wegetacji roślin), jak i osób mieszkających i wypoczywających w tym rejonie. Ze względu na brak kopalin, sołectwo należy do rejonów czystych ekologicznie. W promieniu wielu kilometrów nie ma tu żadnych fabryk i zakładów zanieczyszczających atmosferę. Świadectwem są porosty o formie krzaczkowatej.

### Flora i fauna
Mimo iż Kolesin jest otoczony lasami, zajmują one jedynie 5% powierzchni samego sołectwa. Gatunkiem dominującym jest sosna, która stanowi 93% ogólnej powierzchni lasów. Następne 7% ogólnej powierzchni stanowi świerk, modrzew, buk, dąb, lipa, brzoza, olsza, jesion, topola oraz daglezja. W lasach można spotkać takie rośliny jak mchy, paprocie, jagody, poziomki, głóg, jeżyny, tarnina, a w okresie jesiennym grzyby. Mimo tak małej powierzchni lasów w sołectwie występuje kilka Pomników Przyrody:
- dąb szypułkowy,
- klon zwyczajny,
- lipa szerokolistna,
- wiąz szypułkowy (2 sztuki).

Ponadto na terenie wsi znajduje się jeszcze minimum 10 innych drzew, które mogą taki status otrzymać w tym okazy jak wierzba iwa o obwodzie 758 cm.
Jezioro Wojnowskie wraz z przylegającym do niego trzcinowiskiem jest cennym obszarem przyrodniczym. Wśród roślinności wyróżnia się grążel żółty, grzybień biały, jaskier wielki, knieć błotna, kruszczyk szerokolistny, manna mielec, niezapominajka błotna, oczeret jeziorny, pałka szerokolistna, pałka wodna, ponikło igłowe, rdest ziemnowodny, rdestnica pływająca, rogatek sztywny, szczaw wodny, tatarak, turzyca sztywna, turzyca zaostrzona oraz wywłócznik kłosowy.
Należy podkreślić wyjątkowość szaty roślinnej oraz krajobrazowej, która jest efektem znacznej odległości od większych miast oraz ośrodków i zakładów przemysłowych. Bujne porosty występujące na drzewach i kamieniach świadczą o nieskazitelnie czystym powietrzu. Obfitość owoców leśnych oraz grzybów w okolicznych lasach jest przedmiotem zainteresowania nie tylko miejscowych.
W okolicach Kolesina występuje wiele gatunków zwierząt. Jezioro Wojnowskie, trzcinowisko oraz obszar lasu jest miejscem lęgu wielu gatunków ptaków, między innymi bączka, błotniaka stawowego, bąka, cyranki, dziwonii, edredona, gągoła, gęgawy, krzyżówki, łabędzia krzykliwego, łabędzia niemego, łyski, markaczki, nura czarnoszyjnego, perkoza dwuczubego, bażanta, czapli i uhli. W jeziorze żyje wiele gatunków ryb, co sprawia, że co roku odwiedza je liczne grono wędkarzy. W sołectwie żyją bobry, które wywierają silny wpływ na środowisko. Wznoszą one tamy na ciekach wodnych, podnosząc poziom wód powierzchniowych. Ponadto na obszarze sołectwa można spotkać takie zwierzęta jak daniel, dzik, jeleń, królik, sarna, lis, jenot, rak, jeż, norka amerykańska, kuna domowa i leśna, borsuk, wiewiórka oraz zając. Rozlewiska Jeziora Wojnowskiego stanowią ważny punkt obserwacji dla ornitologów z Polski i z Niemiec.

### Wody powierzchniowe
Największym zbiornikiem jest Jezioro Wojnowskie, znajdujące się w Kolesinie, należące do Pojezierza Łagowskiego. Powierzchnia jeziora wynosi 230 ha. Akwen leży na wysokości 52 m n.p.m. Jezioro składa się z dwóch odnóg, każda długości ok. 3 km i szerokości ok. 0,4 km, zbiegających się ku południu w trzecią odnogę długości ok. 1 km. Brzegi jeziora są dość wysokie, piaszczyste, w większości porośnięte lasem sosnowym. Do wschodniej odnogi wpływa Gniła Obra. Wypływa ona z południowego krańca i kieruje się do Obrzycy. Na wschodzie Jezioro Wojnowskie połączone jest strugą Wąchabka z jeziorem Liny, Wąchabskim i Wielkowiejskim. Jezioro w najgłębszym miejscu ma 9,7 m. Jest ono pochodzenia polodowcowego i zaliczamy je do typu rynnowego. Jezioro Wojnowskie przed 90 laty stanowiło jeden zbiornik w kształcie litery V. Przegrodzenie przewężenia nasypem drogowym z mostem spowodowało powstanie dwóch zbiorników o odmiennych ekosystemach. Część zachodnia jest typowym jeziorem polodowcowym, a część wschodnia przybrała charakter rozlewiska rzecznego na drodze Obry Leniwej. Cechą charakterystyczną tego jeziora jest to, że przepływające wody Obry Leniwej oddziaływają bezpośrednio na południową część jeziora powodując częstszą wymianę wody. Dodatkowo Zachodnia część Jeziora Wojnowskiego położona jest w I podstrefie ujęcia wody pitnej dla miasta Zielona Góra zlokalizowanego na rzece Obrzycy. Ponadto na jeziorze obowiązuje strefa ciszy motorowej, ponieważ jest ono położone na obszarze chronionego krajobrazu.

### Gleby
Struktura gleb w sołectwie Kolesin:
|                           | III a    | III b    | IV a     | IV b     | V        | VI       |
| Gospodarstwa powyżej 1 ha | 13,08 ha | 74,45 ha | 70,99 ha | 13,46 ha | 37,77 ha | 24,56 ha |
| Gospodarstwa poniżej 1 ha | 0        | 0        | 1 ha     | 0,08 ha  | 1,03 ha  | 0,57 ha  |
| Razem                     | 13,08 ha | 74,45 ha | 71,99 ha | 13,54 ha | 38,80 ha | 25,13 ha |

W sołectwie łąki i pastwiska zajmują obszar 35,34 ha. Są one usystematyzowane w klasach IV, V oraz VI.

## Rolnictwo i gospodarka przestrzenna

### Gospodarstwa rolne
Na terenie sołectwa Kolesin znajduje się łącznie 69 gospodarstw domowych, w tym 40 gospodarstw rolnych o zróżnicowanej powierzchni, należących do tutejszej społeczności i mieszkańców pobliskich miejscowości, z czego 29 stanowi gospodarstwa rolne specjalizujące się m.in. w uprawie zbóż, roślin okopowych oraz hodowli bydła mlecznego i mięsnego, a także trzody chlewnej.
Najwięcej gospodarstw rolnych, bo aż 21, jest o powierzchni od 1 do 5 ha, co stanowi ponad 50%. Najmniejszy odsetek stanowią gospodarstwa największe, czyli o powierzchni powyżej 10 ha.

### Użytkowanie gruntów
Ogólna powierzchnia obrębu sołectwa Kolesin wynosi: 584,89 ha w tym:
- grunty orne: 370,42 ha
- łąki i pastwiska: 40,44 ha
- lasy: 111,34 ha
- drogi: 21,22 ha
- pozostałe : 29,55 ha

Dominujący udział zajmują grunty orne, które stanowią aż 76% wszystkich gruntów, następnie łąki i pastwiska oraz lasy. Niewielki udział stanowią nieużytki, grunty dzierżawione oraz pozostałe. Należy również wspomnieć, że sołectwo posiada 19,8 ha gruntów zmeliorowanych oraz 2600 mb rowów. Przeprowadzone zabiegi melioracyjne miały na celu polepszenie żyzności gleby, poprzez odpowiednie osuszanie i nawadnianie gruntów.

## Komunikacja

### Drogi
Przez miejscowość Kolesin przebiegają dwie główne drogi: wojewódzka nr 304 relacji Okunin – Nowe Kramsko – Babimost – Kosieczyn, przy której znajduje się również Janowiec, oraz powiatowa nr 1191F relacji Kolesin – Stare Kramsko – Wojnowo. Sieć komunikacji w miejscowości ułatwiają również drogi gminne, które są drogami gruntowymi umożliwiającymi dojazdy do posesji i pól pobliskich gospodarzy. Taki układ dróg pozwala na bezproblemową łączność z sąsiadującymi miejscowościami
i miastami.
Sołectwo może się również poszczycić dobrą komunikacją autobusową, ponieważ obsługuje ją kilku przewoźników. Autobusy jeżdżą co 1,5–2 godziny, co bardzo ułatwia osobom niezmotoryzowanym dotarcie do Babimostu, Wolsztyna czy też Sulechowa i Zielonej Góry.

### Szlaki turystyczne
Miejscowość Kolesin leży na trasie Szlaku Koźlarskiego im. Tomasza i Walentego Brudłów, którego ideą jest ochrona dziedzictwa kulturowego południowych rubieży Regionu Kozła, położonych w południowo-zachodniej Wielkopolsce, na pograniczu woj. wielkopolskiego i lubuskiego. Wyróżnikiem tego szlaku jest instrument muzyczny z rodziny dud, zwany kozłem – skąd też nazwa regionu. Celem jest prezentacja i popularyzacja tradycji kultury ludowej regionu kozła, licznych śladów walk powstańczych o zachowanie polskości oraz różnorodnych walorów turystycznych i przyrodniczych.
Trasa Szlaku Koźlarskiego:
Kopanica – Mała Wieś – Wąchabno – Linie – Wojnowo – Stare Kramsko – Kolesin – Nowe Kramsko – Laski – Podmokle Małe.

## Najważniejsze obiekty

### Stadion
Na północy miejscowości mieści się pełnowymiarowy stadion piłki nożnej klubu LZS Polonia występującego w rozgrywkach B-klasy podokręgu Zielona Góra (niegdyś w III lidze). Na stadionie znajduje się szatnia i zaplecze sanitarne. Drenowana płyta boiska o wymiarach 71m x 105,5m, umiejscowiona jest w niecce, której wał umocniono czterema poziomami betonowych stopni. Otwarta w 2015 r. trybuna liczy 120 miejsc.

### Świetlica
Świetlica wiejska mieści się w starym budynku, gdzie przed wojną odbywały się zajęcia szkolne.
W 2011 roku gruntownie wyremontowano i zmodernizowano świetlicę wiejską w Kolesinie. Zakres prac obejmował :
- dobudowę pomieszczenia kuchennego i sanitariatów,
- dobudowanie drugiego wejścia wraz z podjazdem dla osób niepełnosprawnych,
- wykonanie docieplenia i elewacji na dobudowanej części budynku,
- wymianę stolarki drzwiowej,
- rozwinięcie instalacji elektrycznej, wodociągowej, gazowej i sanitarnej,
- wykonanie wentylacji,
- odnowienie pomieszczeń,
- zakup wyposażenia kuchennego w tym przemysłowego zlewu, okapu, kuchenki elektryczno-gazowej i szafek kuchennych.

Co roku odbywa się tu wielkanocne święcenie pokarmu, tu także obraduje rada sołecka. Jest to także miejsce spotkań członkiń Koła Gospodyń Wiejskich, które niedawno wznowiło swoją działalność. Do dyspozycji mieszkańców pozostaje profesjonalny stół do tenisa stołowego i piłkarzyków.